# Phụ nữ ở La Mã cổ đại

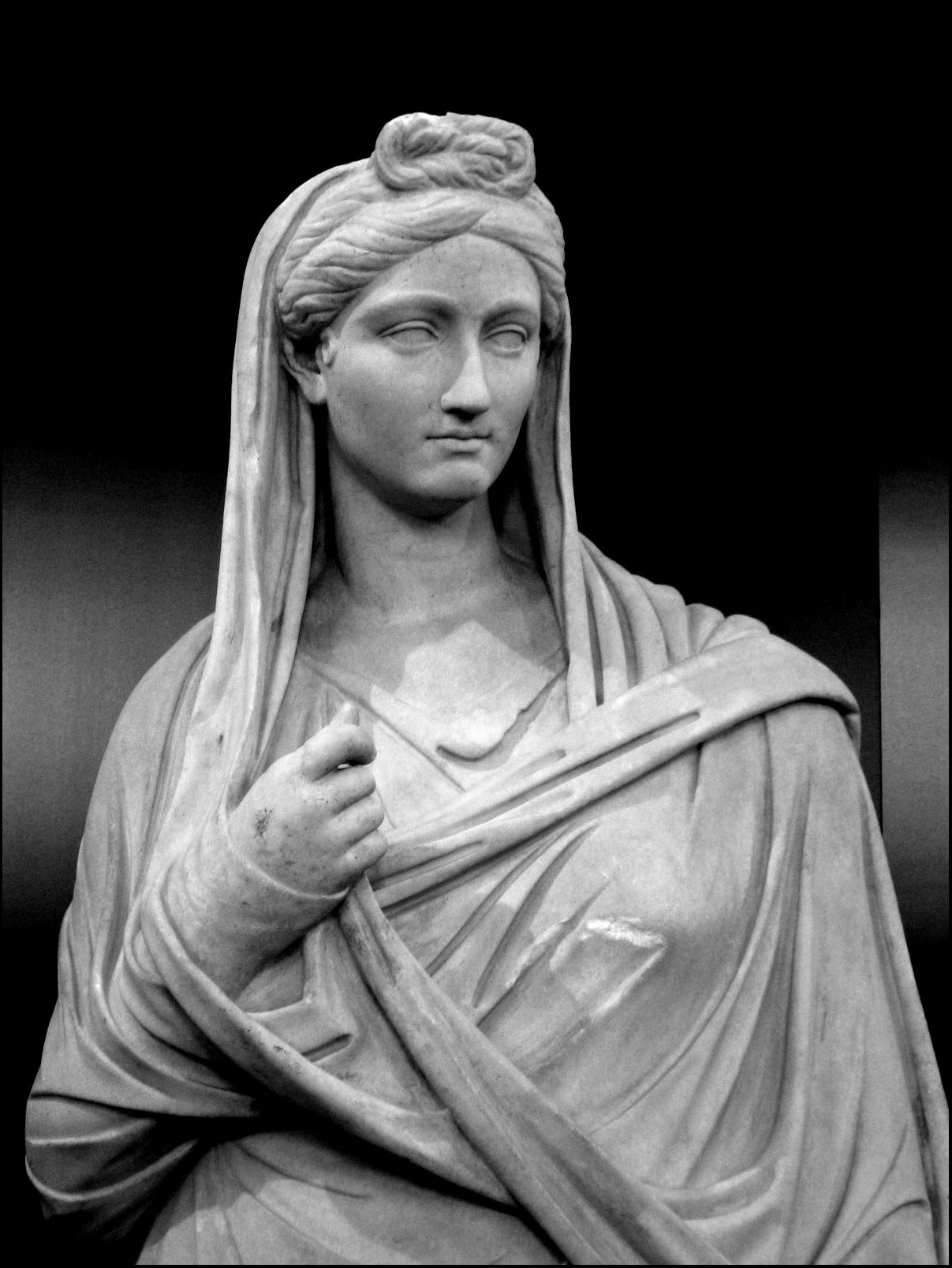
Vactus Sabina - người có học thức và đi nhiều (khoảng năm 136 sau Công nguyên) là cháu gái của hoàng đế Trajan và trở thành vợ của người kế vị Hadrian; Không giống như một số hoàng hậu, bà đóng một vai trò nhỏ trong chính trị của tòa án và vẫn độc lập trong cuộc sống riêng tư, không có con cái và tìm kiếm sự hài lòng về tình cảm trong các lần ngoại tình

Phụ nữ tự do ở La Mã cổ đại là các công dân (cives), , nhưng không thể bỏ phiếu hoặc giữ chức vụ chính trị. Do vai trò công khai hạn chế của họ, phụ nữ được các nhà sử học La Mã nói đến không thường xuyên như nam giới. Nhưng trong khi phụ nữ La Mã không nắm quyền lực chính trị trực tiếp, những người phụ nữ từ các gia đình giàu có hoặc quyền lực có thể và đã gây ảnh hưởng thông qua các cuộc đàm phán tư nhân. Những người phụ nữ đặc biệt đã để lại một dấu ấn không thể phủ nhận trong phạm vi lịch sử từ Lucretia và Claudia Quinta, những câu chuyện mang ý nghĩa thần thoại; những người phụ nữ thời Cộng hòa hung dữ như Cornelia, mẹ của Gracchi và Fulvia, người chỉ huy một đội quân và phát hành những đồng tiền mang hình ảnh của bà; phụ nữ của vương triều Julio-Claudian, nổi bật nhất Livia (58 BC-AD 29), người đã đóng góp cho sự hình thành của các tập tục Đế quốc La Mã; và hoàng hậu Helena (k. 250-330), một con người với động lực thúc đẩy Kitô giáo.
Như trường hợp của các thành viên nam trong xã hội, phụ nữ ưu tú và hành động có ý nghĩa chính trị của họ làm lu mờ những người có địa vị thấp hơn trong hồ sơ lịch sử. Chữ khắc và đặc biệt là văn bia ghi lại tên của một loạt phụ nữ trên khắp Đế chế La Mã, nhưng thường ít nói về họ. Một số ảnh chụp nhanh về cuộc sống hàng ngày được lưu giữ trong các thể loại văn học Latin như hài kịch, châm biếm và thơ ca, đặc biệt là những bài thơ của Catullus và Ovid, cung cấp cái nhìn thoáng qua của phụ nữ trong phòng ăn và boudoir của La Mã, tại các sự kiện thể thao và sân khấu, mua sắm, trang điểm, thực hành phép thuật, lo lắng về việc mang thai - tuy nhiên, tất cả, thông qua đôi mắt của nam giới. Các bức thư được xuất bản của Cicero, chẳng hạn, tiết lộ một cách không chính thức cách người đàn ông vĩ đại tự xưng tương tác ở mặt trận gia đình với vợ Terentia và con gái Tullia, khi các bài phát biểu của ông thể hiện qua cách chê bai những cách khác nhau mà phụ nữ La Mã có thể tận hưởng đời sống tình dục và xã hội tự do.
Một vai trò công cộng lớn chỉ dành riêng cho phụ nữ là trong phạm vi của tôn giáo: văn phòng linh mục của Vestals. Bị cấm hôn nhân hoặc quan hệ tình dục trong thời hạn ba mươi năm, các Vestals cống hiến mình cho việc nghiên cứu và chính xác chấp hành các nghi lễ đã được coi là cần thiết cho sự an toàn và tồn tại của Roma nhưng mà không thể được các linh mục nam thực hiện.